# 清水金太郎
清水 金太郎（しみず きんたろう、1889年（明治22年）2月1日 - 1932年（昭和7年）4月30日）は、明治時代末期から昭和時代初期の声楽家、バリトン歌手。
日本オペラの黎明期から第一線で活躍した、日本オペラ界の開祖の一人とも言える存在で、大正期の浅草オペラを代表するスターとして、田谷力三と双璧と謳われた。

## 経歴
東京府出身。1910年（明治43年）、東京音楽学校声楽科卒業。1912年（明治45年）2月、帝国劇場における創作歌劇「熊野」（ゆや）にてデビュー。1911年に創設された帝国劇場の歌劇部に教師格として迎えられ、柴田環（後の三浦環）と部員の指導にもあたった。妻である静子は、歌劇部の第2期生で以後多くの舞台に共に立つ。
1915年（大正5年）の帝国劇場洋劇部（1914年に歌劇部から改称）解散後は、頻繁にメンバーが入れ替わる浅草オペラの特徴と同じく、清水夫妻もローヤル館、東京歌劇座、七声歌劇団、新星歌舞劇団、根岸歌舞劇団、森歌劇団と移籍や旗揚げを繰り返すも、確かな実力に基づく人気と日本オペラ界の大物としての地位は揺るがなかった。1925年の清水夫妻、田谷らによる浅草劇場での「オペラの怪人」を最後に浅草オペラは姿を消す。その後も、本格オペラの普及を目指したが、1932年に志半ばにして43歳で死去した。
また、「ベアトリス姉ちゃん」「恋のために」「波をけり」などの訳詞も手がけている。

## 人物
妻の清水静子（しみず しずこ、1896年 - 1973年9月11日）は東京出身のソプラノ歌手で、夫と共に浅草オペラで活躍した。
フルート奏者の赤木りえ、ミュージシャンのACE（元聖飢魔IIのエース清水）は、金太郎の孫にあたる。
門下生には「浅草の喜劇王」喜劇俳優のシミキンこと清水金一などがいる。清水金太郎の愛称「シミキン」は清水金一に引き継がれた。